# محمود بن أبي الحسن بن الحسين النيسابوري
محمود بن أبي الحسن بن الحسين النيسابورى، أبو القاسم. من علماء القرن السادس الهجري.
وتكمن أهمية هذا العلم في تصنيفه في علوم عدة مثل: اللغة والأدب وعلوم القرآن والعقيدة والفقه وغيرها.
وكثرة تصانيفه بيد أن بعضها مفقود أو بقي على شكل مخطوطات.
وتميز محمود النيسابوري في اللغة العربية وثناء العلماء عليه في ذلك.
وقد كان محمود بن أبي الحسن النيسابوري من العلماء الموسوعيين، إذ صنف في علوم عدة مثل: اللغة والأدب وعلوم القرآن والعقيدة والفقه وغيرها من العلوم الشرعية وعلوم الآلة، وكان أثناء دراسته منكباً على العلم، يصل الليل بالنهار في طلب العلم وتحصيله، لدرجة أنه ألف عدد من كتبه في يوم واحد كما هو الحال في كتابه «الرد على الباطنية».
ومن مؤلفاته: جمل الغرائب في تفسير الحديث، وإيجاز البيان في معاني القرآن.
والتذكرة والتبصرة، وخلق الإنسان.
لم تذكر المصادر تاريخ وفاة محمود بن أبي الحسن النيسابوري، وإنما أشارت إلى أنه توفي بعد 550 أو 553 هجري.

## اسمه ونسبه
محمود بن أبي الحسن بن الحسين النيسابورى، أبو القاسم.

## نشأته العلمية
كان محمود بن أبي الحسن النيسابوري من العلماء الموسوعيين، إذ صنف في علوم عدة مثل: اللغة والأدب وعلوم القرآن والعقيدة والفقه وغيرها من العلوم الشرعية وعلوم الآلة، وكان أثناء دراسته منكباً على العلم، ويصل الليل بالنهار في طلب العلم وتحصيله، لدرجة أنه ألف عدد من كتبه في يوم واحد كما هو الحال في كتابه «الرد على الباطنية».

## نماذج من شعره
يقول محمود بن أبي الحسن النيسابوري: فلا تحقرن خلقا من الناس علة... ولي إله العالمين وما تدري
فذو القدر عند الله خاف عن الورى... كما خفيت عن علمهم ليلة القدر.

## فضله ومكانته
1/ قال ياقوت: «كان عالما بارعا مفسّرا لغويا، فقيها، متقنا فصيحا».
2/ قال جلال الدين السيوطي: «يلقب ببيان الحق... له تصانيف ادعى فيها الإعجاز».
3/ نقل صلاح الدين الصفدي عن تاج الدين قوله: «لقيته ببلخ في شهر رجب سنة سبع وأربعين وخمس مائة... هو من أهل غزنة وكان إماما فاضلا واسع العلم متفننا عارفا بالأدب مليح المحاورة كثير المحفوظ جمع كتابا مليحا في شعراء عصره سماه سر السرور وكان والده من مشاهير العلماء صاحب الكتب الحسان مثل التفسير وخلق الإنسان وقدم ولده محمد خراسان رسولا مرتين من صاحب غزنة إلى السلطان سنجر بن ملكشاه وكان ولي القضاء بغزنة».
4/ قال أحمد بن محمد الأدنه وي: «العالم الفاضل نجم الدين أبو القاسم».
5/ قال عمر كحالة: «مفسر، فقيه، أديب، لغوي، شاعر».

## مؤلفاته
1/ جمل الغرائب في تفسير الحديث.
2/ إيجاز البيان في معاني القرآن.
3/ التذكرة والتبصرة. 
4/ خلق الإنسان.
5/ باهر البيان في معاني مشكلات القرآن.
6/ الأسئلة الرائعة والأجوبة الصارعة (مفقود).
7/ درر الكلمات على غرر الآيات الموهمة للتعارض والشبهات (مفقود).
8/ التفصيل بين التفسير والتأويل (مفقود).
9/ التذكرة والتبصرة (مفقود).
10/ ملتقى الطرق (مفقود).
11/ الغلالة في مسألة اليمين (مفقود).
12/ الرد على الباطنية (مفقود).
13/ قطع الرياض على بدع الاعتراض (مفقود).
14/ شرح الأبيات الواردة في كتاب باهر البرهان (مفقود).
15/ توجه اللفظ الواحد إلى صورتين (مفقود).
16/ التأثيرات الروحانية (مفقود).

## وفاته
لم تذكر المصادر تاريخ وفاة محمود بن أبي الحسن النيسابوري، وإنما أشارت إلى أنه توفي بعد 550 أو 553 هجري.

## أهمية العلم
1/ تصنيفه في علوم عدة مثل: اللغة والأدب وعلوم القرآن والعقيدة والفقه وغيرها.
2/ كثرة تصانيفه بين أن بعضها مفقود أو بقي على شكل مخطوطات.
3/ تميز محمود النيسابوري في اللغة العربية وثناء العلماء عليه في ذلك.